# Dendronephthya clavata
Dendronephthya clavata is een zachte koraalsoort uit de familie Nephtheidae. De koraalsoort komt uit het geslacht Dendronephthya. Dendronephthya clavata werd in 1905 voor het eerst wetenschappelijk beschreven door Kükenthal. 